# 松本奈美子
松本 奈美子（まつもと なみこ、1963年8月1日 - ）は、主に1980年代〜1990年代に活動していた日本の元女優、タレント。東京都板橋区出身。本名、根本 真奈美。後に松原 紫乃（まつばら しの）に改名して活動。身長162cm。当時所属していた事務所はサンミュージック、松原紫乃に改名して以後は仕事。

## 来歴・人物
東京都立北高等学校在学中の1981年、サンミュージック主催の新人開発コンテストに応募して合格して所属が決まり、芸能界デビュー。最初は歌手志望だったが、後にタレント・女優路線へ方向転換。当時サンミュージックではドラマ班に所属していた。ドラマ出演の他、橋幸夫の舞台公演（民音公演など）では常連的に出演していた。
サンミュージック退所後、1986年に無名塾入り。同年、舞台『ブァー・マーダラー』で無名塾の役者として初舞台を踏む。これ以後は芸名を松原 紫乃とする。
特技は楽器で、ギター、ピアノ、フルートを演奏することが出来た。趣味は水泳と洋裁。1983年当時、好きな女優として加藤治子、岩下志麻、田中裕子を挙げている。

## 出演

### テレビドラマ
「松本奈美子」時代
- 明石貫平35才 （日本テレビ）- 1983年4月〜7月、双見かおる（スナック「微笑み」の店員）役[6]
- 銭形平次 （フジテレビ、東映）- 第876話「笛屋敷殺人事件」（1984年1月11日）
- 昨日、悲別で （日本テレビ）
- 必殺仕切人 （朝日放送、松竹）第13話「もしも16000両だましとられたら」（1984年11月23日）- 楓
- 暴れん坊将軍II （テレビ朝日、東映）- 第88話「お上に怨みの逃がし屋稼業！」（1984年12月22日）- おゆき 役
- 金曜女のドラマスペシャル・悪魔からの通告 （1986年2月7日）

「松原紫乃」に改名後
- 歌姫マリアの危険なツアー （日本テレビ、火曜サスペンス劇場）- 1987年5月5日[3]
- あぶない刑事 （日本テレビ、セントラル・アーツ）- 第36話「疑惑」（1987年6月14日）
- はぐれ刑事純情派 （テレビ朝日、東映）- 第24話「嘘つき老女の証言」（1988年9月14日）
- 花嵐の森ふかく （日本テレビ、土曜グランド劇場）- 1988年7月〜9月、羽木陽子（主人公の親友）役[3]
- 離婚カップル探偵する 鬼怒川温泉行き殺人トラブルルート （朝日放送・土曜ワイド劇場）- 1990年2月17日
- 上流社会花嫁スキャンダル殺人事件 （テレビ朝日・土曜ワイド劇場）- 1990年6月23日
- 突堤に佇む女 （フジテレビ・男と女のミステリー）- 1990年9月14日

### ラジオ
- 橋幸夫のかけっぱなし30分 （TBSラジオ）- 1983年〜1984年3月
- 奈美子・有希子・小緒里のドキドキラジオ （東海ラジオ放送 他）- 1984年4月9日～1985年10月7日
  - 当時同じサンミュージックに所属していた岡田有希子、青木小緒里と共演。この3人の中では一番年上で、番組中では少しお姉さんという雰囲気を持ったリーダー的存在と位置付けられていた[10]。

### 映画
- プルメリアの伝説 天国のキッス （1983年7月2日公開、東宝）[7]